# Sal-Weide
Die Salweide (Salix caprea), veraltete Schreibweise Saalweide, von Botanikern bevorzugt mit der Bindestrichschreibweise als Sal-Weide bezeichnet, ist eine Pflanzenart in der Gattung der Weiden (Salix) innerhalb der Familie der Weidengewächse (Salicaceae). Aufgrund ihrer frühen Blütezeit ab Anfang März ist die Salweide eine wichtige erste Futterpflanze für Insekten wie zum Beispiel Honigbienen, aber auch ein beliebter Frühlingsschmuck im Haus. Sie ist auch unter den Namen Hängesalweide, Palmweide und Kätzchenweide bekannt. Ferner ist sie regional unter der Bezeichnung Palmkätzchen bekannt – auch die Gebinde aus Weidenzweigen und anderen Gehölzen, die für das Brauchtum am Palmsonntag verwendet werden, tragen diesen Namen.

## Beschreibung

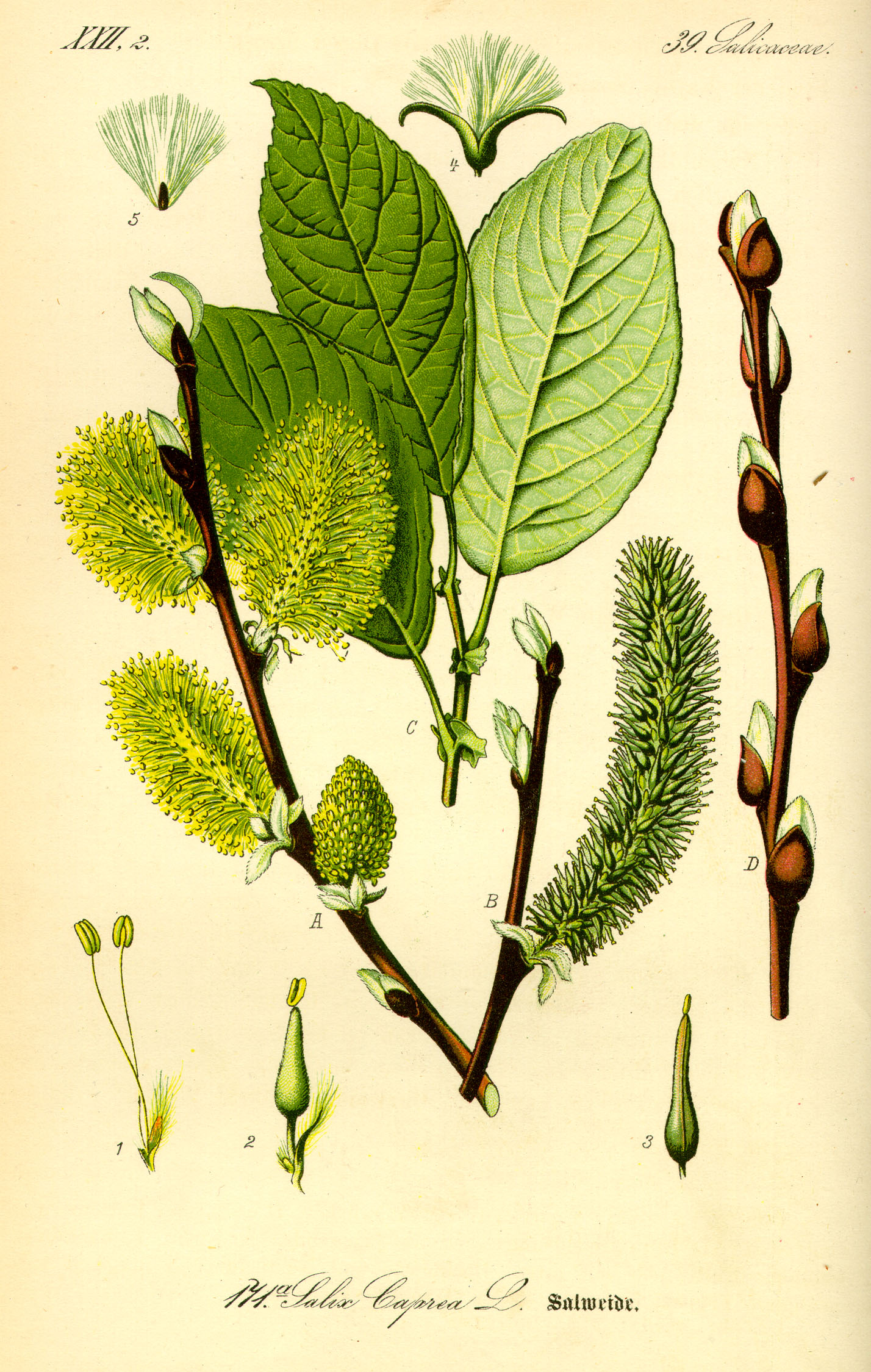
Sal-Weide (Salix caprea), Illustration

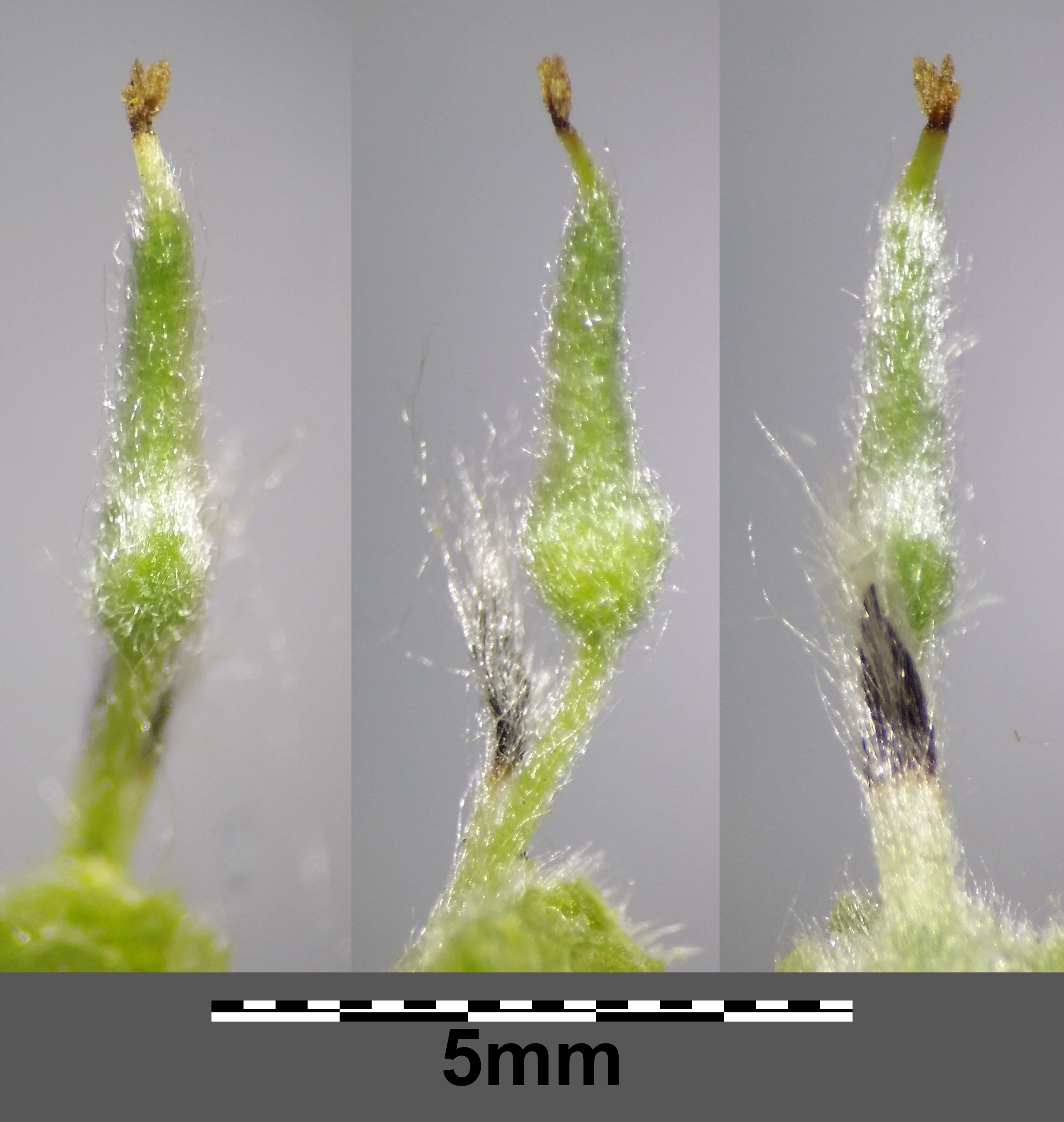
Weibliche Blüte im Detail

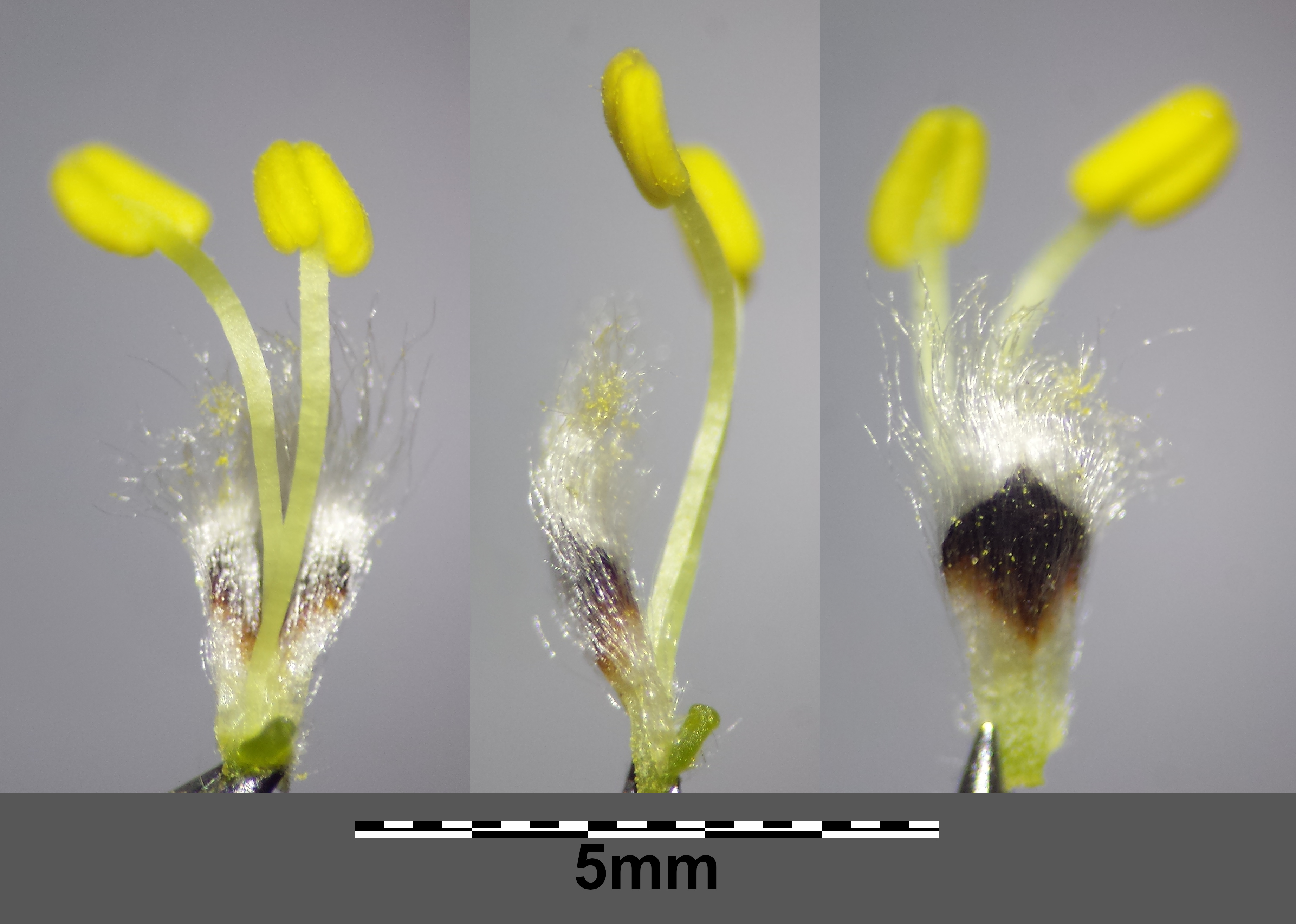
Männliche Blüte im Detail

### Wuchsform und Rinde
Die laubabwerfende Salweide erreicht Wuchshöhen zwischen 2 und 10 Metern, an geeigneten Standorten bis über 20 Metern. Der Stammdurchmesser erreicht bis über 90 Zentimeter. Als Durchschnittsalter werden 60 Jahre angegeben. Kennzeichnend ist ihre verhältnismäßig breite Baumkrone. Die Rinde der jungen Stämme weist eine graue Färbung mit rautenförmigen Korkwarzen auf. Bei älteren Exemplaren zeigt die graue bis schwarzbraune Borke rautenförmige Aufsprünge, die in Reihen regelmäßig angeordnet sind. Die, im Gegensatz zur Bruch-Weide, nicht brüchigen Zweige sind anfangs graugrün gefärbt und behaart. Sie verkahlen mit zunehmendem Alter und nehmen eine rötliche oder schwärzliche Färbung an.

### Knospen und Blätter
Die gelb- bis rotbraunen, ovalen, spitz zulaufenden Knospen der Salweide sind spiralig angeordnet. Eine einzige geschlossene Knospenschuppe, die sich wie eine Mütze abziehen lässt, bedeckt die Knospe. Anfangs sind die Blattknospen etwas behaart, später verkahlen sie.
Die formenreichen Laubblätter der Salweide entfalten sich erst nach der Blütezeit und sind wechselständig angeordnet. Sie werden zwischen 5 und 7 cm lang und zwischen 2,5 und 4 cm breit. Sie sind in der Blattmitte oder knapp unterhalb dieser am breitesten. Die meist rundlich-elliptischen Blätter sind unregelmäßig gekerbt, gezähnelt oder ungleichmäßig buchtig gerandet und enden in einer kurzen stumpfen oder etwas gedrehten Blattspitze. Junge Blätter sind auf ihrer Blattoberseite etwas behaart. Im Laufe der Blattentwicklung fallen die kurzen Härchen ab, wobei die dunkelgrüne und häufig etwas glänzende Blattoberfläche mit eingesenktem gelbem Blattadernetz deutlich erkennbar wird. Die blau- bis graugrüne Blattunterseite weist eine dauerhafte weißfilzige und dichte Behaarung auf, unter welcher die Nervatur deutlich hervortritt. Die Blattstiele sind bis zu 2 cm lang. An der Basis der Blattspreiten bilden sich kleine, halbnierenförmige Nebenblätter aus.

### Blütenstände und Früchte
Vor dem Laubaustrieb zwischen März und April entwickeln sich die eingeschlechtigen Blütenstände der Salweide, die sogenannten Weidenkätzchen. Wie fast alle Weidenarten ist auch die Salweide zweihäusig getrenntgeschlechtig (diözisch), das heißt, dass an einem Baum entweder nur weibliche oder ausschließlich männliche Blüten gebildet werden. Die Blüten beider Geschlechter stehen in einem aufrecht orientierten Kätzchenblütenstand zusammen. Die etwa 2 mm langen Tragblätter der Blüten sind zweifarbig: unten schwarz und oben silbrig-weiß und an ihrer Spitze lang bärtig behaart. Daher erscheinen sowohl die weiblichen als auch die männlichen Kätzchen im jungen Zustand pelzig. Erst im Zuge ihrer Entwicklung bilden sich kurze Blütenstiele. Die unscheinbaren Einzelblüten besitzen keine Blütenhülle. Die ovalen bis breitovalen männlichen Kätzchen erreichen eine Länge von 1,5 bis 2,5 cm Länge und etwa 1,5 cm Breite. Die angenehm nach Honig duftenden Einzelblüten verfügen über je zwei Staubblätter mit etwa 6 bis 8 mm langen Staubfäden und ellipsoiden, gelben Staubbeuteln. Am Blütengrund befinden sich zwei Nektardrüsen. Nach der Blüte fallen die männlichen Kätzchen ab. Die kurz-zylinderförmigen weiblichen Kätzchen sind grünblütig. Jede Blüte besitzt einen langgestielten, dicht silbrig behaarten, oberständigen Fruchtknoten. Dieser besteht aus zwei miteinander verwachsenen Fruchtblättern und enthält ein Fruchtfach. An der Basis des Fruchtknotens befinden sich zwei Nektardrüsen. Der Fruchtknoten geht in einen sehr kurzen Griffel über, den zwei bis zur Mitte zweiteilige Narben abschließen. Die beiden Narben stehen aufrecht und liegen eng aneinander. Die weiblichen Blütenstände sind 2 cm hoch und etwa 0,8 bis 1 cm breit. Sie strecken sich während des Erblühens und erreichen zur Fruchtzeit eine Länge von 6 cm und eine Breite von 1,8 cm.
Ab Mai bis Juni reifen trockene, grüne vielsamige Kapselfrüchte. Die zweispaltige, aufklappbare Kapsel wird bis zu 9 mm lang.
Die Chromosomenzahl beträgt 2n = 38 oder 76.

## Etymologie
In der Hildegard von Bingen zugeschriebenen Pariser Physica-Handschrift des 15. Jahrhunderts heißt die Salweide „salewida“. Der deutsche Name Salweide kommt vom Althochdeutschen salaha, das von einem (sprachwissenschaftlich erschlossenen) Adjektiv mit der Bedeutung „grau“ oder „dunkel“ abgeleitet wird. Hieronymus Bock bezeichnete die Salweide 1546 als „seilweide“. Der lateinische Zusatz caprea erinnert daran, dass die Blätter gerne von Ziegen angeknabbert werden.

## Hybriden
- Salix × erdingeri Kern.: Salix daphnoides (Reif-Weide) × Salix caprea
- Salix × flueggeana Willd.: Salix eleagnos (Lavendel-Weide) × Salix caprea
- Reichardt-Weide (Salix × reichardtii Kern.): Salix cinerea (Asch-Weide) × Salix caprea
- Kübler-Weide (Salix × smithiana Willd.): Salix viminalis (Korbweide) × Salix caprea
- Bastard-Ohr-Weide (Salix × capreola Kern.): Salix aurita (Ohr-Weide) × Salix caprea
- Salix × wimmeriana Gren.: Salix purpurea (Purpur-Weide) × Salix caprea

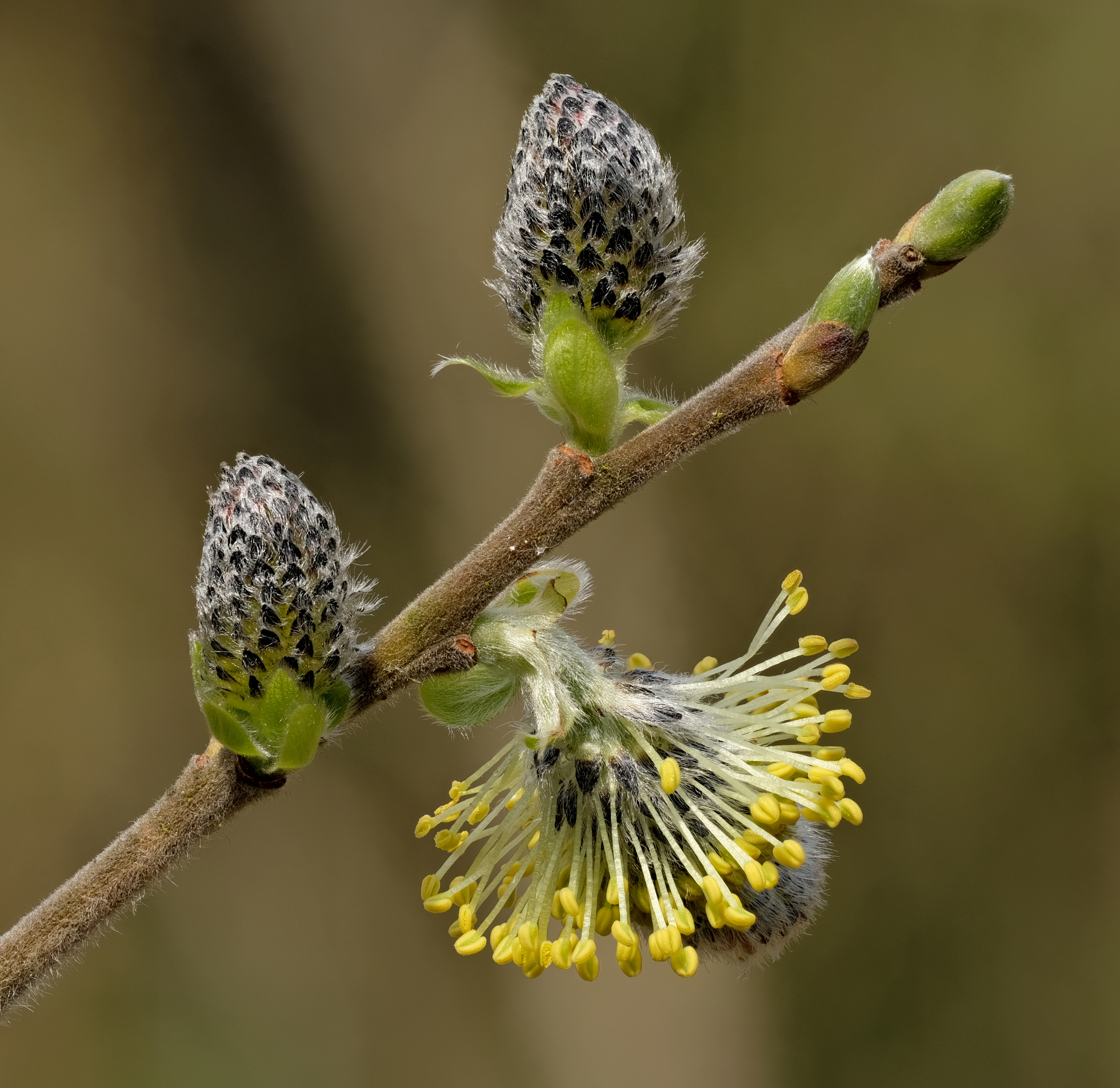
Männliche Kätzchen, (halb)geschlossen
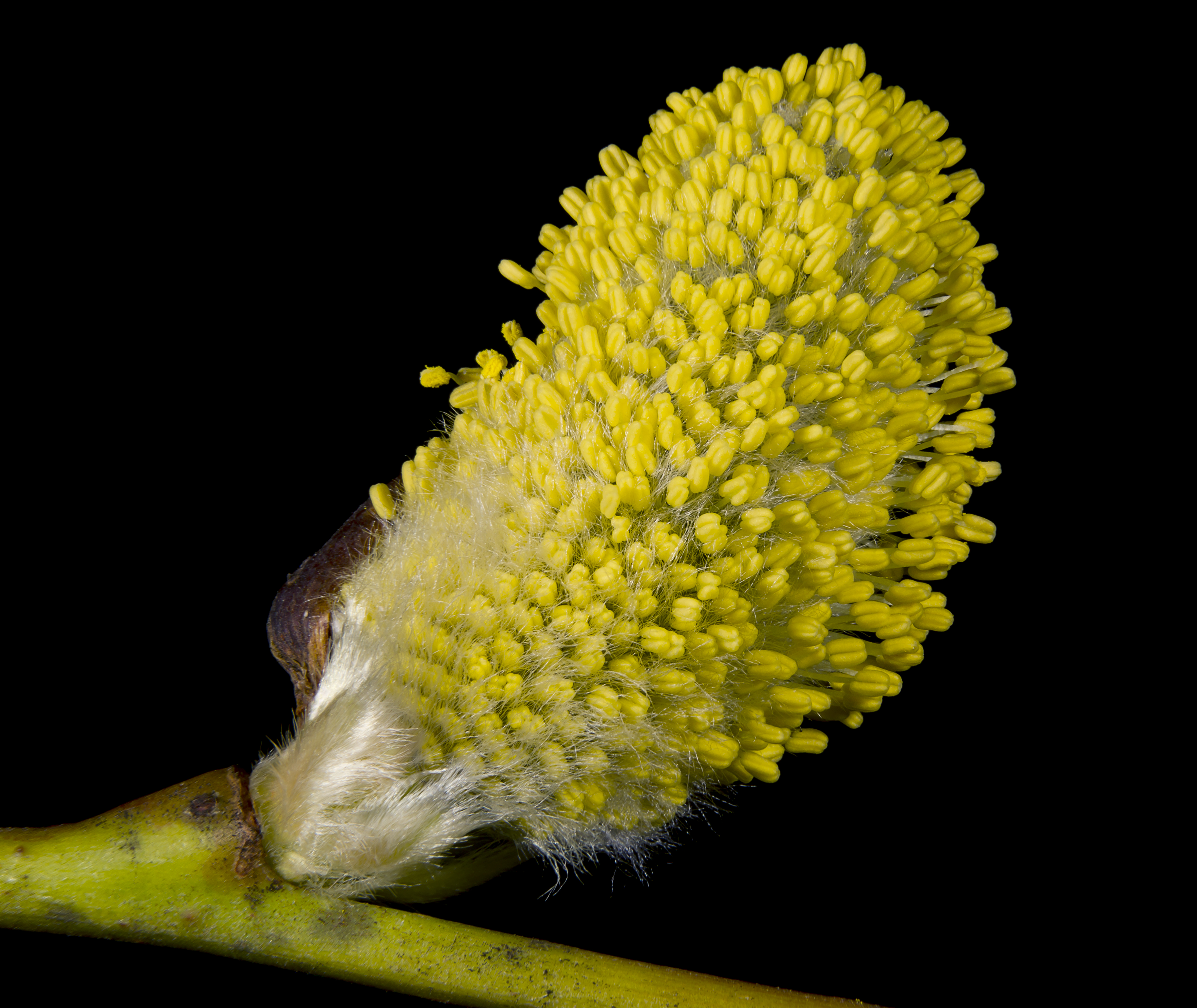
Männliches blühendes Weidenkätzchen
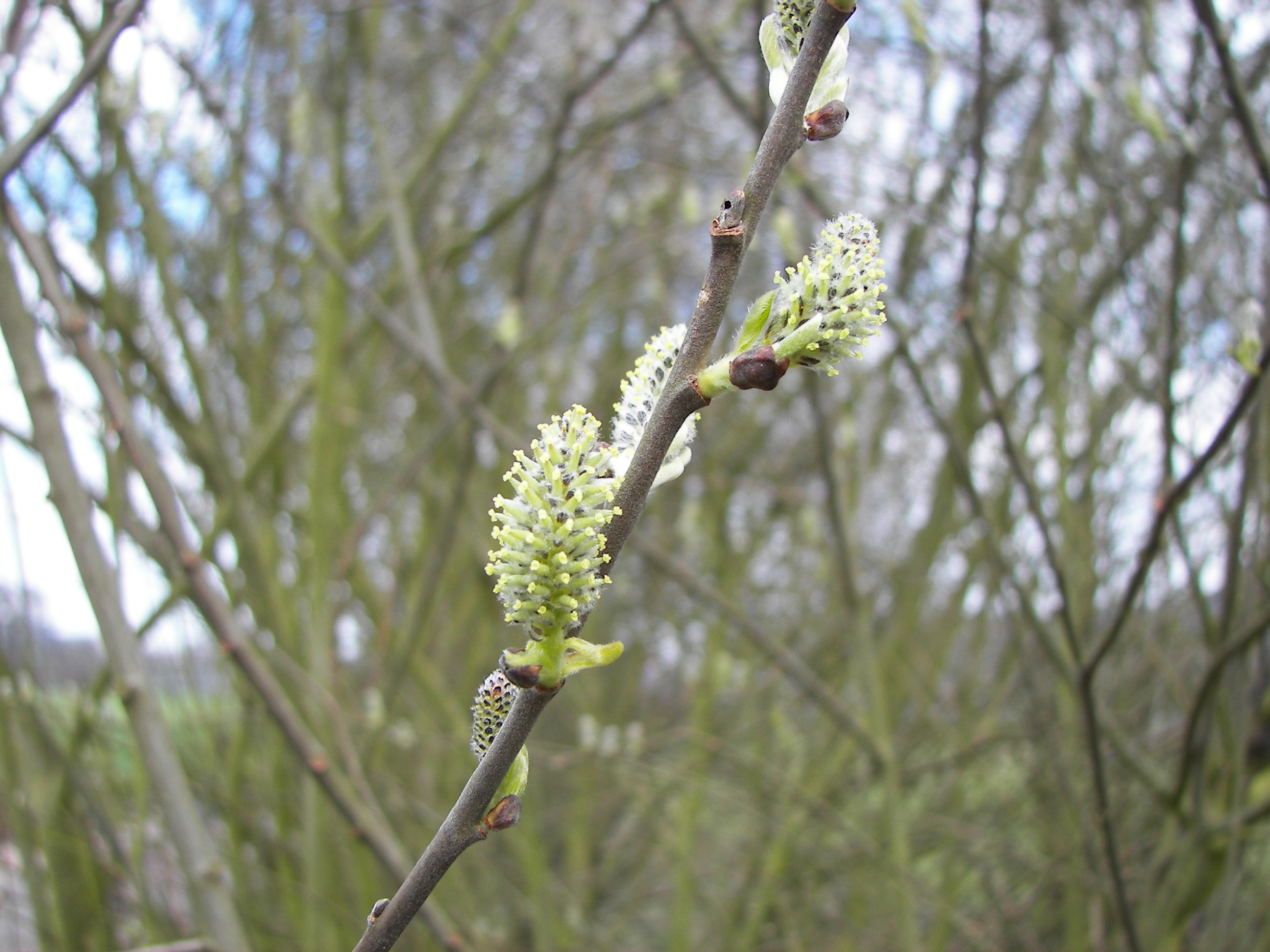
Weibliche blühende Weidenkätzchen
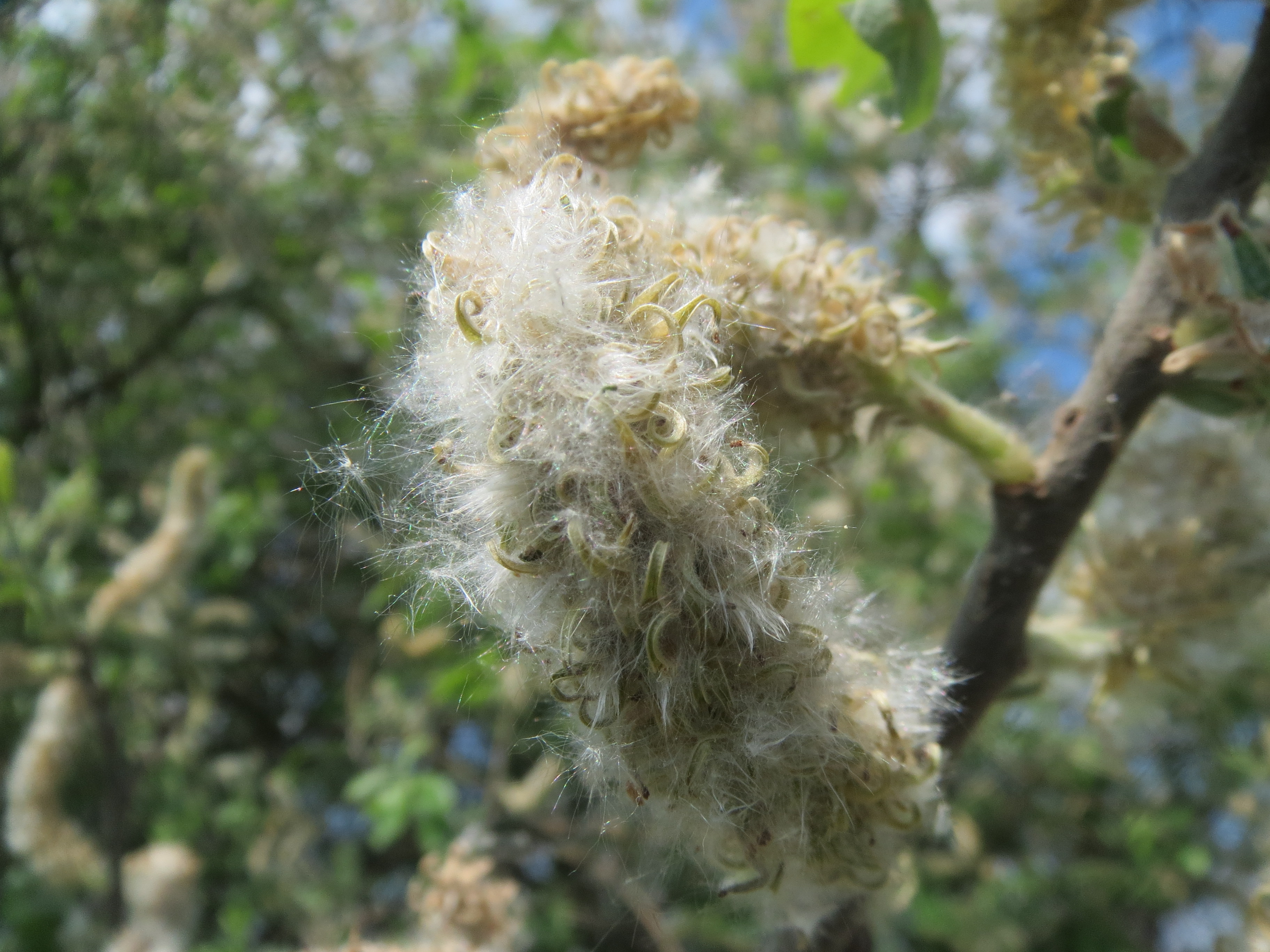
Weidenkätzchen mit Samen
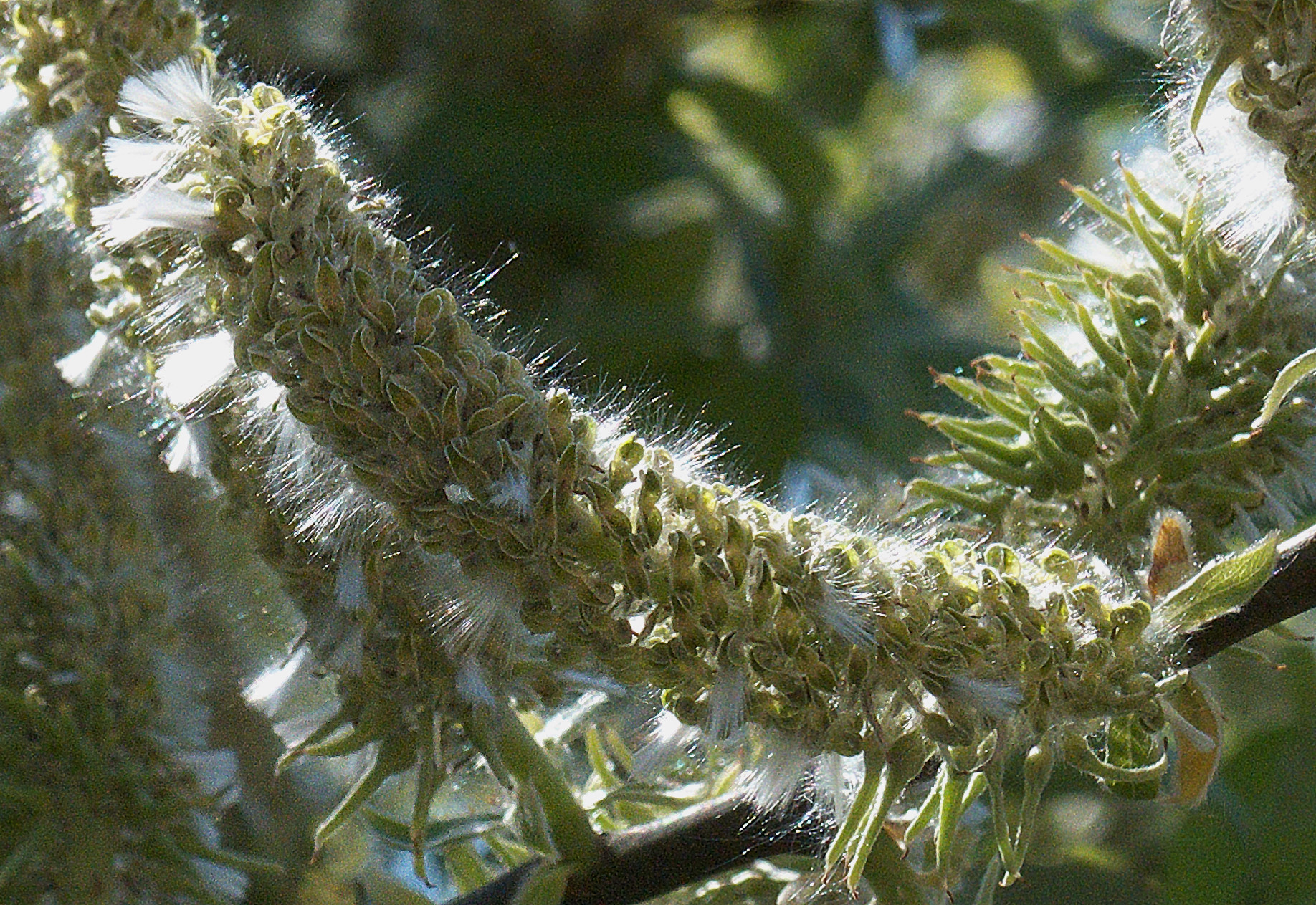
Fruchtstand Samen austreibend
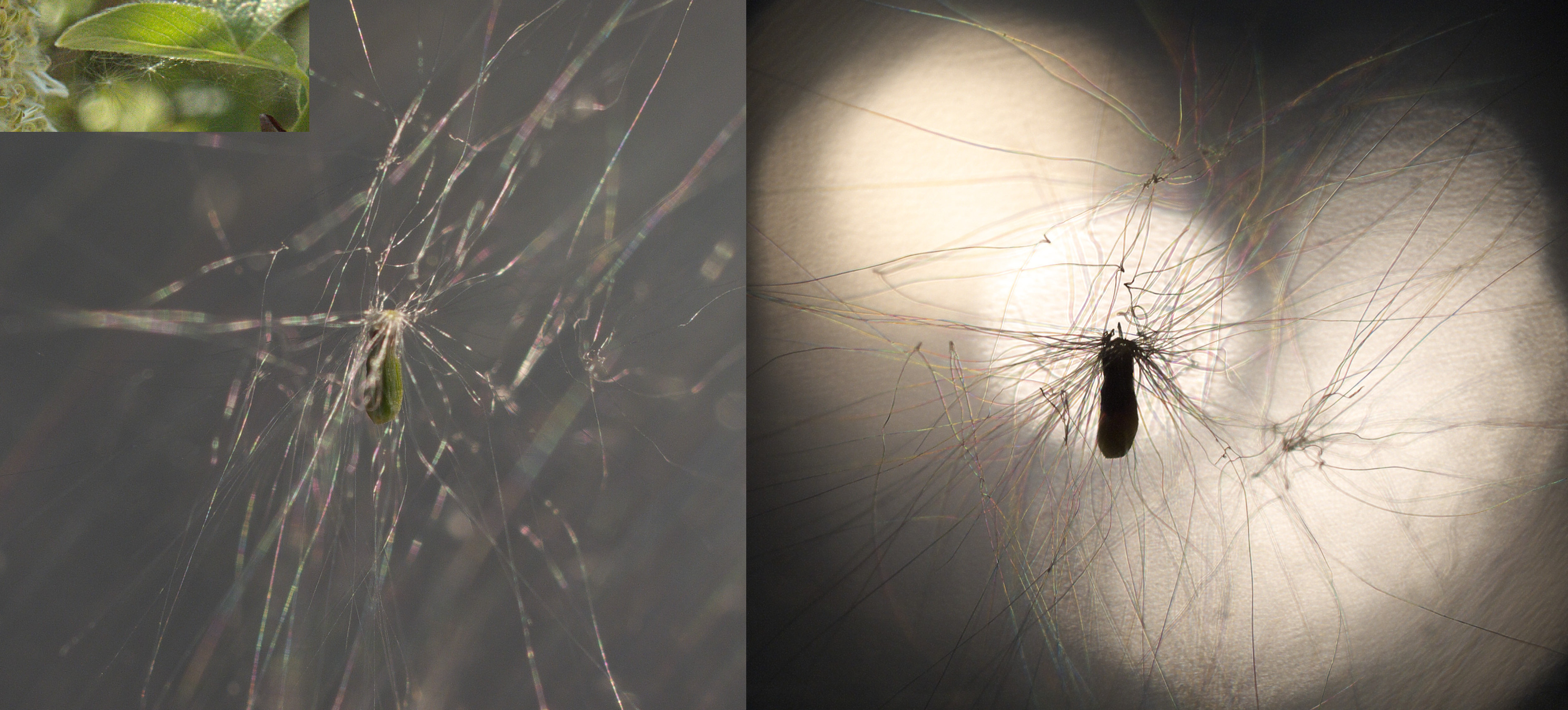
Samen (Nahaufnahme)
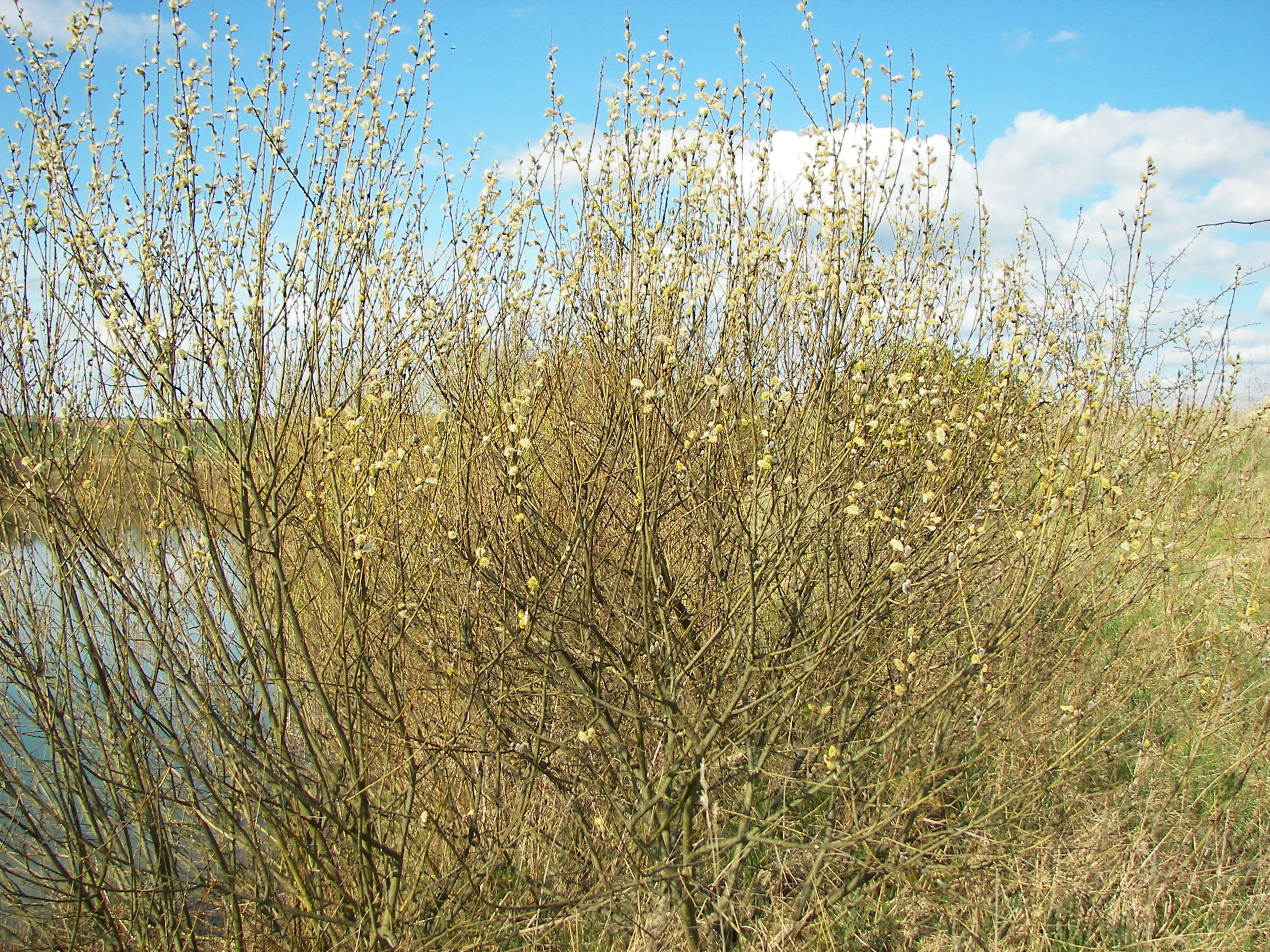
Strauch
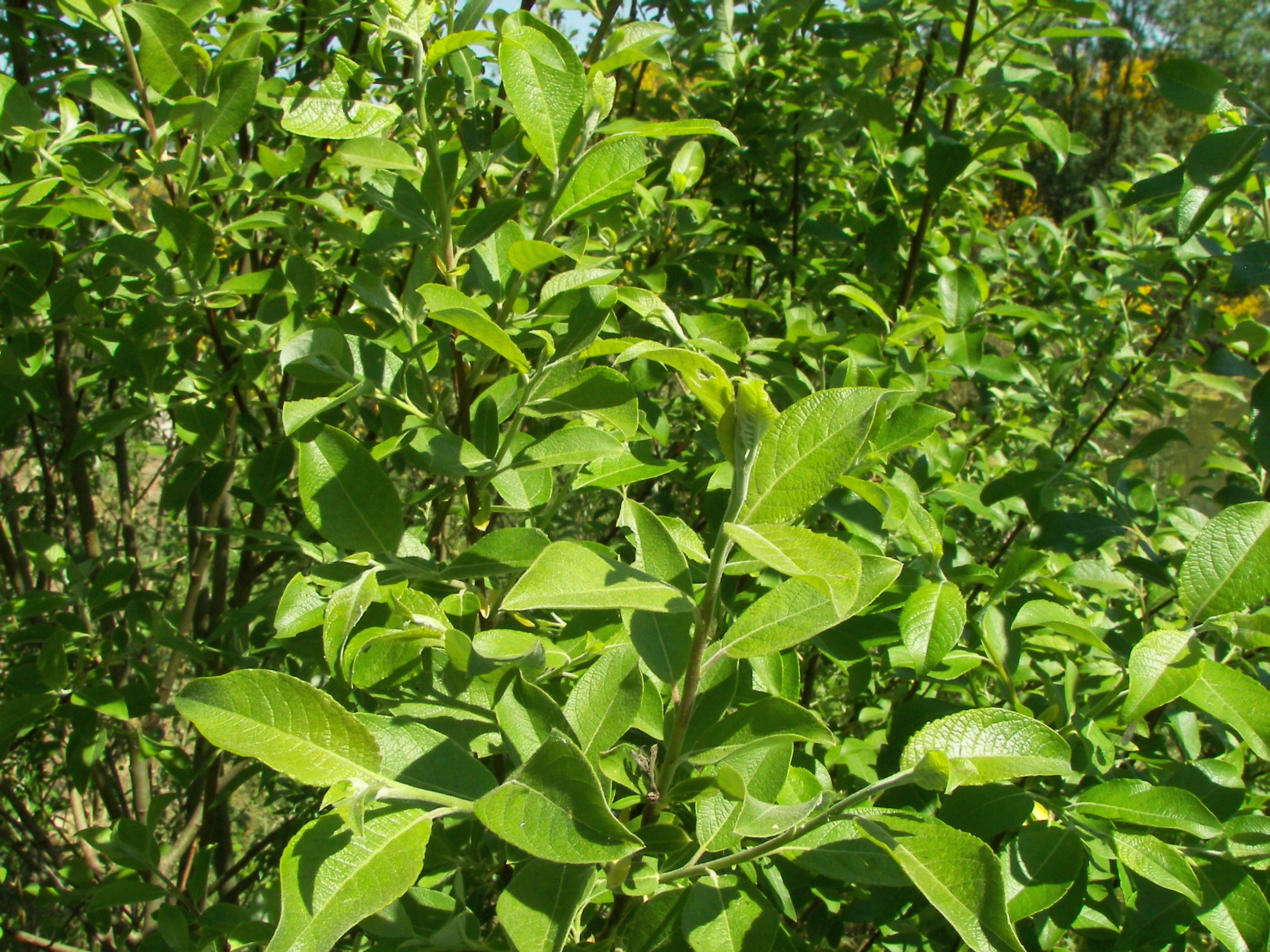
Blätter
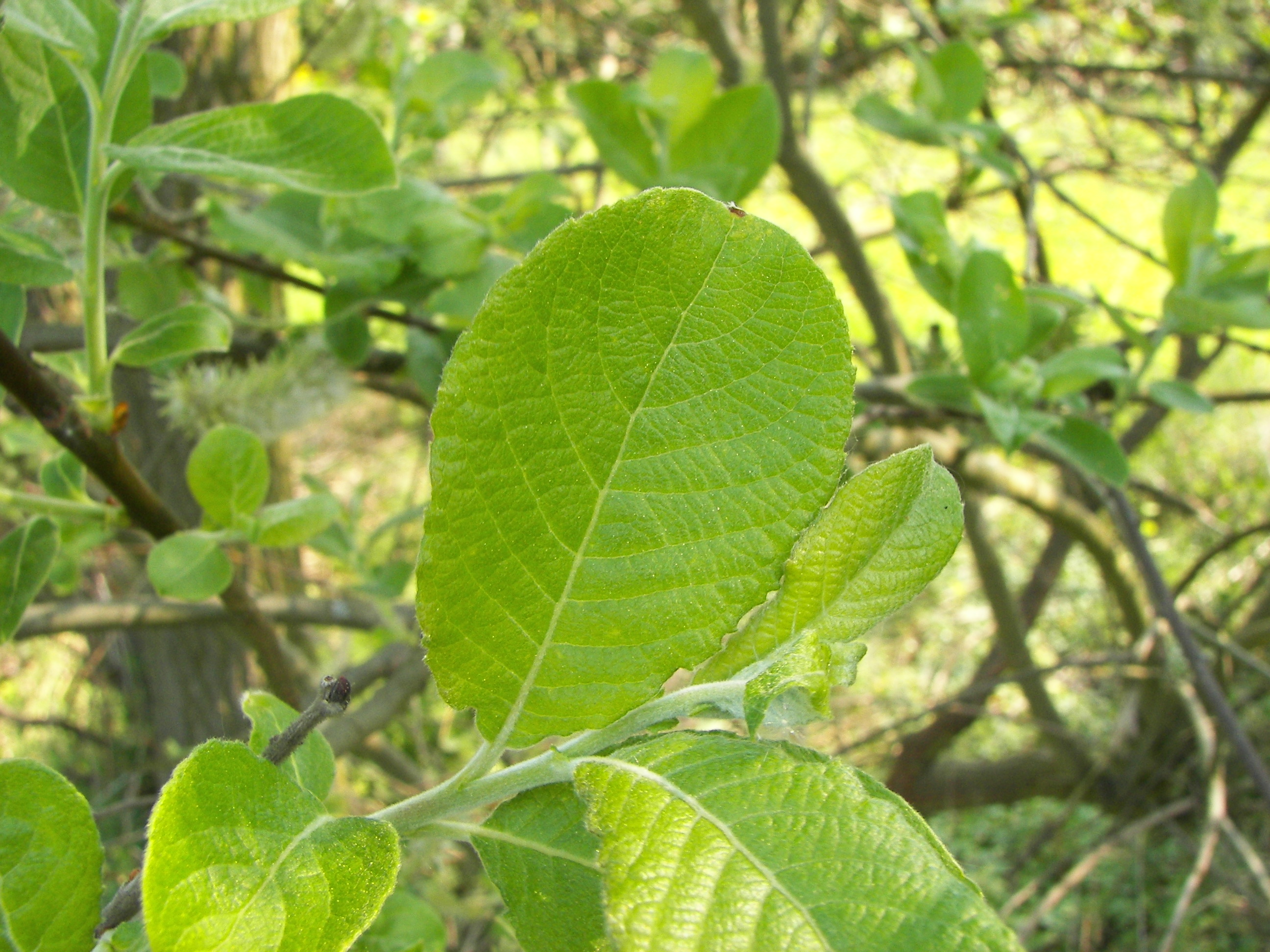
Blatt
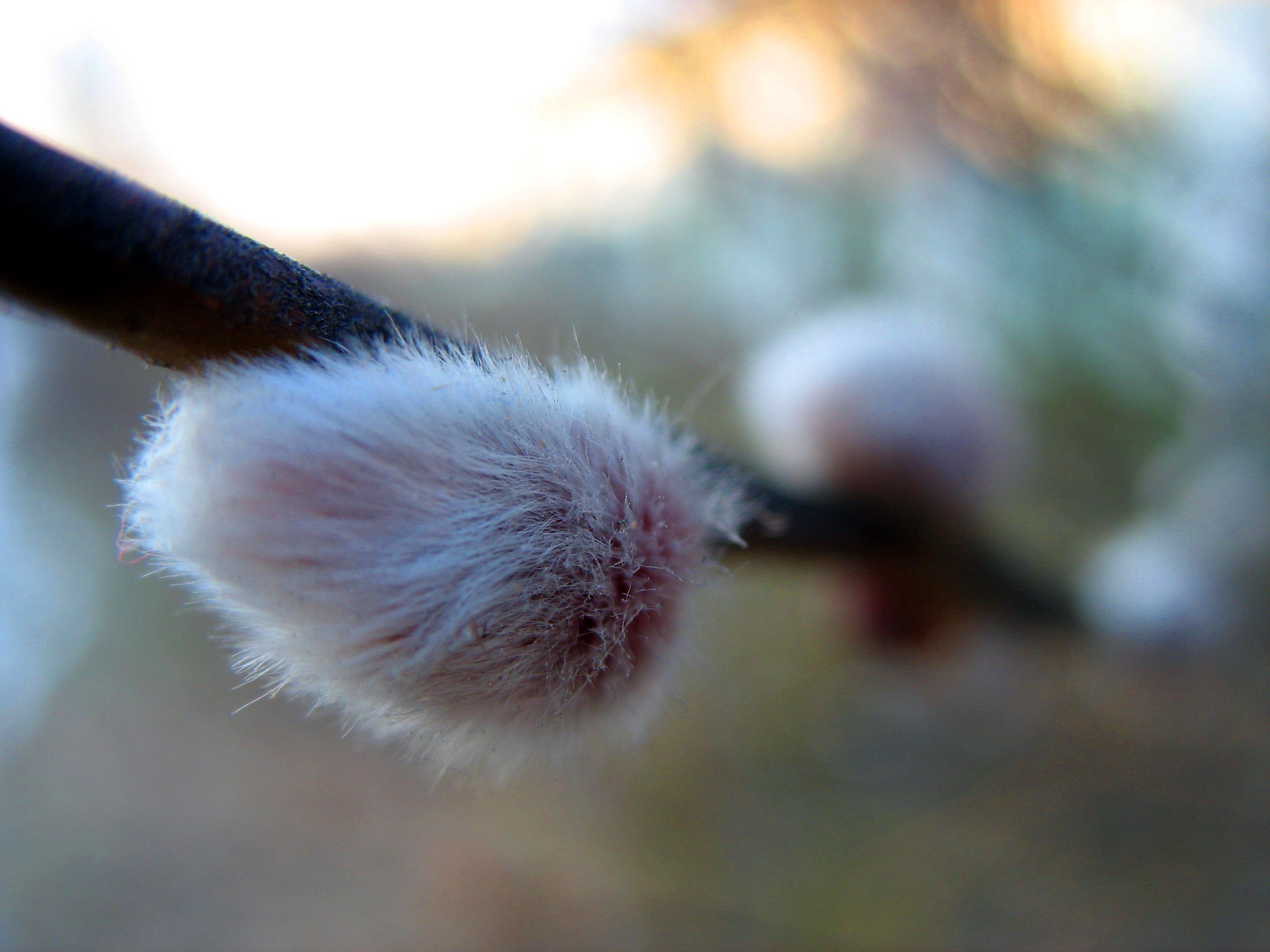
Silbrig-pelziges junges Weidenkätzchen

## Verbreitung und Standort

Verbreitung der Sal-Weide
Natürliche Verbreitung× Isolierte Populationen

Die Salweide wächst paläarktisch im größten Teil Europas (fehlend nur in Südspanien und dem südlichen Balkan) über West- und Zentralasien bis nach Ostasien (Mandschurei, Nordkorea und Nord-Japan). Die Verbreitung umfasst den Norden Anatoliens und den Kaukasus. Die Südgrenze der Verbreitung in Asien liegt nördlich des Altai und folgt in etwa der mongolischen Grenze. Die Verbreitung im Norden erreicht das nördlichste Skandinavien, die Halbinsel Kola und von dort aus die Insel Sachalin und die südlichen Kurilen, mit isolierten Vorposten nördlich davon, so auf Kamtschatka. Die europäischen bis zentralasiatischen und die ostasiatischen Verbreitungsgebiete sind vermutlich durch eine Verbreitungslücke in Sibirien östlich des Baikalsees voneinander getrennt.
Die Weide gedeiht auf frischen, nährstoffreichen Standorten – im Gegensatz zu vielen ihrer Verwandten – stets außerhalb von Auen und Sümpfen. Als Pionierpflanze wächst sie auf Brachflächen, Schutthalden und in Kahlschlägen auf lehmigen und steinigen Rohböden. Sie ist eine Kennart des Epilobio-Salicetum capreae aus dem Verband der Vorwaldgesellschaften des Sambuco-Salicion capreae und leitet dort neben der Birke die erste Phase der natürlichen Waldentwicklung ein.

## Ökologie
Die Blüten der Salweide werden durch Insekten bestäubt. Die Ausbreitung der Diasporen erfolgt durch den Wind. Die flaumig behaarten Samen hängen an ihren Haarschöpfen zusammen, so dass sie weiße Samenknäuel bilden, welche vom Wind über große Entfernungen verbreitet werden können. Die Keimfähigkeit ist bereits direkt nach der Reife gegeben, verliert sich aber relativ schnell.
Salweiden lassen sich – anders als die meisten anderen Weidenarten – kaum durch Sprossstecklinge vermehren.
Die Kätzchen der Salweide stellen die erste wichtige Bienennahrung im Jahr dar. Auch frühfliegende Falterarten wie Zitronenfalter, Kleiner Fuchs und Tagpfauenauge schätzen im zeitigen Frühjahr den nahrhaften Nektar.
Ferner bietet sie vielen Käfern wie beispielsweise den Weidenblattkäfern (Chrysomela) Nahrung, da diese ihre Blätter fressen. Der Moschusbock (Aromia moschata) ernährt sich vom Saft der Salweide.
Dem Wild dient die Salweide als Deckungsstrauch und zur Wildäsung.

## Bedeutung der Salweide als Schmetterlingspflanze
Zusammen mit der Eiche ist die Salweide die bedeutendste Pflanze für die heimische Schmetterlingsfauna. Beinahe einhundert Arten ernähren sich von der Salweide, entweder als Futterstrauch für die Raupen oder als Nährpflanze für die erwachsene Imago. Besonders im zeitigen Frühjahr bietet sie den überwinterten Faltern eine wichtige Nahrungsquelle. Von besonderer Bedeutung sind die noch nicht zu hoch gewachsenen Jungsträucher entlang von Waldrändern und Wegen, da die Schmetterlinge bevorzugt ihre Eier darauf ablegen. Aus Gründen der Biodiversität (Artenvielfalt) sollte deshalb auf die Rodung dieser Sträucher verzichtet werden.
Die nachstehende Auswahl an Arten kann nur einen kleinen Überblick der Falter widerspiegeln, die auf die eine oder andere Weise (zum Beispiel als Raupenfutterpflanze) auf die Salweide angewiesen sind. Die Angaben zur Gefährdung entsprechen den Vorgaben der Roten Liste gefährdeter Arten (Binot et al. 1998), sowie der Bundesartenschutzverordnung Deutschlands, und sind in nachstehendem Schlüssel erklärt. Der Artenschutz in Österreich ist Ländersache und variiert von Bundesland zu Bundesland, weshalb hier auf eine genaue Angabe verzichtet wird. Die Rote Liste sowie die deutsche Bundesartenschutzverordnung kann jedoch auch für Österreich als Maßstab herangezogen werden. Manche als gefährdet eingestufte, lokal noch häufiger auftretende Arten, sind jedoch im Großteil ihres Verbreitungsgebietes in den letzten Jahrzehnten so stark zurückgegangen, dass die verbliebenen Bestände in jedem Fall erhalten werden müssen, was am besten durch geeignete Habitatspflege erreicht werden kann.
Gefährdungsschlüssel:
– (keine Angaben über eine Gefährdung)
S (selten, Gefährdung wahrscheinlich)
V (auf Vorwarnliste – außerhalb der roten Liste)
§ (nach der Bundesartenschutzverordnung in Deutschland besonders geschützt)
RL3 (gefährdet)
RL2 (stark gefährdet)
RL1 (vom Aussterben bedroht)
RL0 (ausgestorben oder verschollen)
|                                                        |            |                                         |                                   |
| Schmetterling                                          | Gefährdung | Phagie                                  | Futterpflanze für                 |
| Abendpfauenauge (Smerinthus ocellata)                  | §          | polyphag                                | Raupe                             |
| Achateule (Phlogophora meticulosa)                     | –          | polyphag                                | Raupe                             |
| Ahorn-Rindeneule (Acronicta aceris)                    | –          | polyphag                                | Raupe                             |
| Alpenspanner (Lycia alpina)                            | –          | oligophag                               | Raupe                             |
| Ampfer-Rindeneule (Acromicta rumicis)                  | –          | polyphag                                | Raupe                             |
| Birkenspanner (Biston betularius)                      | –          | polyphag                                | Raupe                             |
| Bleich-Gelbeule (Xanthia icterica)                     | –          | polyphag, anfangs nur an Weidenkätzchen | Raupe                             |
| Brauner Bär (Arctia caja)                              | § + V      | polyphag                                | Raupe                             |
| Buchenmotte (Diurnea fagella)                          | –          | polyphag                                | Raupe                             |
| Buchen-Streckfuß (Callitheara pudibunda)               | –          | polyphag                                | Raupe                             |
| C-Falter (Nymphalis c-album)                           | §          | polyphag                                | Raupe, Falter (Nektar)            |
| Dromedar-Zahnspinner (Notodonta dromedarius)           | –          | polyphag – gern an Jungwuchs            | Raupe                             |
| Erlen-Rindeneule (Acronicta alni)                      | –          | polyphag                                | Raupe                             |
| Erpelschwanz-Raufußspinner (Clostera curtula)          | –          | polyphag – bevorzugt niedere Büsche     | Raupe                             |
| Federspanner (Colotois pennaria)                       | –          | polyphag                                | Raupe                             |
| Frühlings-Wollafter (Eriogaster lanestris)             | RL1        | polyphag                                | Raupe                             |
| Gelbe Bandeule (Noctua fimbriata)                      | –          | polyphag                                | Raupe                             |
| Gelbspanner (Opisthograptis luteolata)                 | –          | polyphag                                | Raupe                             |
| Gothica-Kätzcheneule (Orthosia gothica)                | –          | polyphag                                | Raupe, Falter (Nektar)            |
| Großer Fuchs (Nymphalis polychloros)                   | RL3 + §    | polyphag                                | Raupe, Falter (Nektar + Baumsaft) |
| Großer Gabelschwanz (Cerura vinula)l                   | V + §      | polyphag                                | Raupe                             |
| Großer Schillerfalter (Apatura iris)                   | V + §      | oligophag                               | Raupe                             |
| Großkopf-Rindeneule (Acronicta megacephala)            | –          | oligophag                               | Raupe                             |
| Hausmutter (Noctua pronuba)                            | –          | polyphag                                | Raupe                             |
| Hermelinspinner (Cerura erminea)                       | V + §      | polyphag                                | Raupe                             |
| Hornissen-Glasflügler (Sesia apiformis)                | –          | oligophag                               | Raupe                             |
| Kamel-Zahnspinner (Ptilodon capucina)                  | –          | polyphag                                | Raupe                             |
| Kleine Eichenglucke (Phyllodesma tremulifolia)         | RL2 + §    | polyphag                                | Raupe                             |
| Kleiner Bürstenspinner (Orgyia antiqua)                | –          | polyphag                                | Raupe                             |
| Kleiner Frostspanner (Operophtera brumata)             | –          | polyphag                                | Raupe                             |
| Kleiner Schillerfalter (Apatura ilia)                  | RL3 + §    | oligophag                               | Raupe                             |
| Kleines Nachtpfauenauge (Saturnia pavonia)             | §          | polyphag                                | Raupe                             |
| Maivogel (Euphydryas maturna)                          | RL1 + §    | polyphag                                | Raupe                             |
| Violettbrauner Mondfleckspanner (Selenia tetralunaria) | –          | polyphag                                | Raupe                             |
| Mondvogel (Phalera bucephala)                          | –          | polyphag                                | Raupe                             |
| Nagelfleck (Aglia tau)                                 | §          | polyphag                                | Raupe                             |
| Olivgrüner Bindenspanner (Chloroclysta siterata)       | –          | polyphag                                | Raupe                             |
| Palpen-Zahnspinner (Pterostoma palpina)                | –          | oligophag – bevorzugt Jungwuchs         | Raupe                             |
| Pappel-Porzellanspinner (Pheosia tremula)              | –          | oligophag                               | Raupe                             |
| Pappelschwärmer (Laothoe populi)                       | –          | oligophag                               | Raupe                             |
| Pappelspanner (Biston stratarius)                      | –          | polyphag                                | Raupe                             |
| Pappelspinner (Leucoma salicis)                        | –          | oligophag                               | Raupe                             |
| Pfeileule (Acronicta psi)                              | –          | polyphag                                | Raupe                             |
| Pyramideneule (Amphipyra pyramidea)                    | –          | polyphag                                | Raupe                             |
| Ringelspinner (Malacosoma neustria)                    | –          | polyphag                                | Raupe                             |
| Rundflügel-Kätzcheneule (Orthosia cerasi)              | –          | polyphag                                | Raupe, Falter (Nektar)            |
| Schneespanner (Apocheima pilosaria)                    | –          | polyphag                                | Raupe                             |
| Schönbär (Callimorpha dominula)                        | §          | polyphag                                | Raupe                             |
| Schwammspinner (Lymantria dispar)                      | –          | polyphag                                | Raupe                             |
| Schwan (Euproctis similis)                             | –          | polyphag                                | Raupe                             |
| Schwarzes L (Actornis L-nigrum)                        | –          | polyphag                                | Raupe                             |
| Silberblatt (Campaea margaritata)                      | –          | polyphag                                | Raupe                             |
| Sphinxeule (Asteroscopus sphinx)                       | –          | polyphag                                | Raupe                             |
| Trauermantel (Nymphalis antiopa)                       | V + §      | polyphag                                | Raupe, Falter (Nektar + Baumsaft) |
| Violett-Gelbeule (Xanthia togata)                      | –          | polyphag                                | Raupe                             |
| Weidenbohrer (Cossus cossus)                           | –          | polyphag                                | Raupe                             |
| Weißstirn-Weißspanner (Cabera pusaria)                 | –          | polyphag                                | Raupe                             |
| Zackeneule (Scoliopteryx libatrix)                     | –          | oligophag                               | Raupe                             |
| Zickzackspinner (Notodonta ziczac)                     | –          | polyphag                                | Raupe                             |

## Die Salweide im Brauchtum

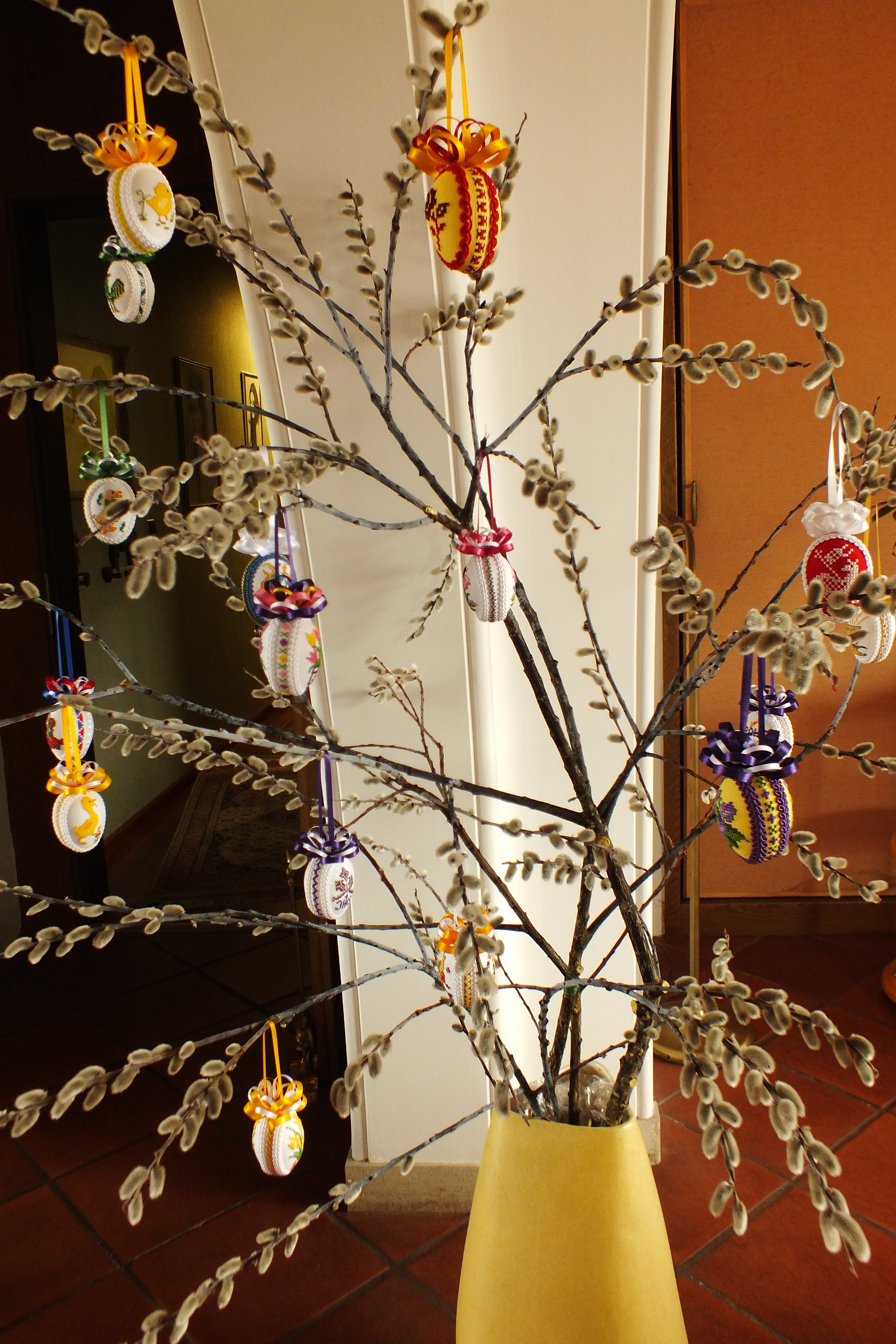
Osterstrauch aus Palmkätzchenzweigen, bestickte Ostereier, Kreuzstich, Pfaffing, Oberbayern, 2016

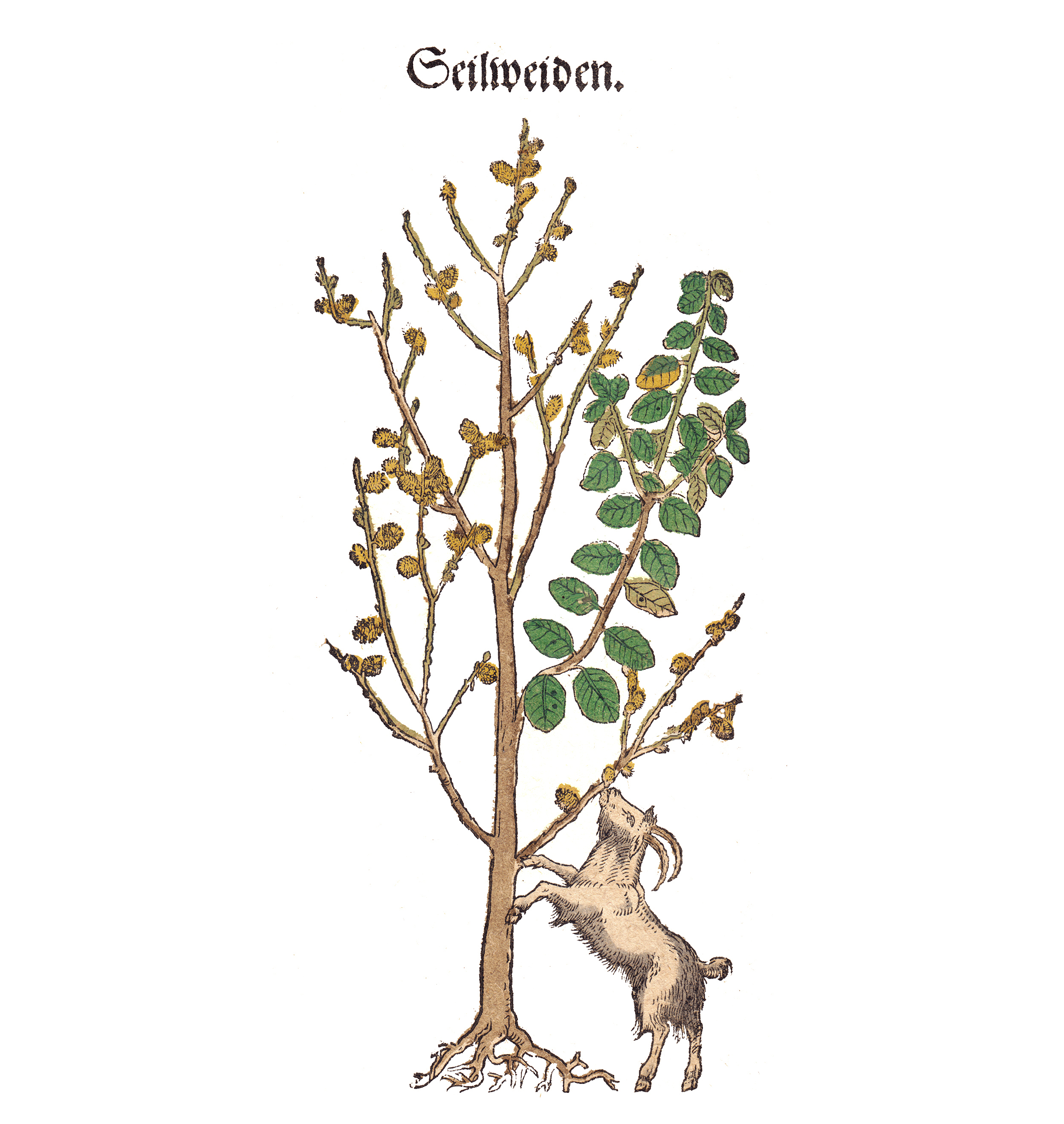
Abbildung der Salweide 1546 im Kräuterbuch des Hieronymus Bock

In vielen Gegenden schneidet man am Palmsonntag oder am Gründonnerstag Palmkätzchenzweige. Diese werden zu Hause in eine Vase gestellt und am Karsamstag mit ausgeblasenen und bunt bemalten Eiern geschmückt.
Um das Haus und dessen Bewohner vor Ungemach zu schützen, werden auch heute noch Palmzweige am Kruzifix im Herrgottswinkel, an Spiegeln oder auch an Heiligenbildern angebracht. Manche Bauern markierten früher die vier Ecken ihres Ackers mit Palmzweigen, um ihr Feld vor Verwüstungen des Korngeistes zu bewahren.
Blühende Palmkätzchen sind auch heute noch – oft neben Stechpalmen- und Wacholderzweigen, blühenden Haselruten und Buchszweigen, Immergrün und Eichenzweigen mit vorjährigem Laub – Bestandteil der sogenannten Palmbuschen. An einem langen kahlen (Palm-)Stecken werden nacheinander jeweils drei Zweige einer Art mit bunten Bändern befestigt. Dieser wird in einer Prozession – meist von Kindern – am Palmsonntag zur Kirche getragen und dort geweiht.

## Nutzung
Die Rinde der Salweide wird in der Gerberei verwendet. Das Holz wird zur Herstellung von Pfählen genutzt. Von Imkern wird sie vermehrt und besonders an Bienenständen angepflanzt, um die Völker im Frühjahr vor allem mit ausreichender Pollentracht zu versorgen. Der Pollen- und Nektarwert wird von Mitte März bis Ende April mit der höchsten Stufe 4 eingestuft.